# Crimes et Jardins
Pour plus de détails, voir Fiche technique et Distribution.
Crimes et jardins est un téléfilm français réalisé par Jean-Paul Salomé dont c’est le premier long métrage, d’après un scénario de Laurent Bénégui et Valérie Bonnier.

## Synopsis
Suzanne est une ancienne chanteuse mais aussi une séductrice d'une soixantaine d'années. 
Lors d'un repas de retrouvailles avec les anciens musiciens de l'orchestre qui l'accompagnait lors de ses tournées, les pépés amoureux de la dame espèrent tous la séduire. Tous, sauf un, qui trouve mystérieusement la mort dans l’ascenseur pendu par sa cravate… Commence alors une hécatombe chez les prétendants. Une employée de la morgue décide de se lancer dans une enquête personnelle.

## Fiche technique
- Scénario : Laurent Bénégui et Valérie Bonnier
- Réalisateur : Jean-Paul Salomé
- Directeur de la photographie : Yves Dahan
- Musique : Didier Vasseur
- Genre : Comédie
- Productrice : Monique Annaud
- Production :  Chrysalide Films, Canal +
- Création :  France
- Durée : 1h30
- Diffusion : 1991

## Distribution

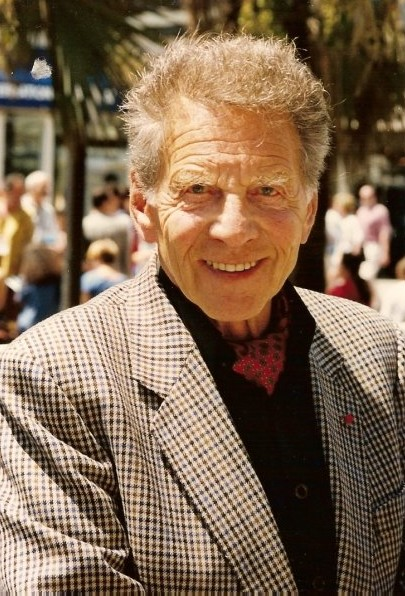
Jean-Pierre Aumont en 1993

- Magali Noel : Suzanne
- Zabou Breitman : Viviane
- Dominic Gould : Martin
- Jean-Pierre Aumont : Lamoureux
- Michel Robin : Georges
- Daniel Gélin : Lucien
- Bernard Pinet : Bouchardeau
- Ginette Garcin : Ida
- Maurice Baquet : Emile
- Henri Garcin : Edouard
- Ged Marlon : Lafaille

## Autour du film
- Le tournage s'est déroulé presque exclusivement dans une grande villa de Meudon, dénommée « Les Érables ». Il s'agit du premier long-métrage tourné par Jean-Paul Salomé et pour lequel il a également écrit le scénario[2],[3].

- Une scène du film présente Magali Noël (60 ans) assise dans le « panier » d'un side-car piloté par Jean-Pierre Aumont (80 ans)[4].